# Coenosia nudiseta
Coenosia nudiseta este o specie de muște din genul Coenosia, familia Muscidae, descrisă de Stein în anul 1898. Conform Catalogue of Life specia Coenosia nudiseta nu are subspecii cunoscute.